# 周知
| ウィキペディアには「周知」という見出しの百科事典記事はありません（タイトルに「周知」を含むページの一覧/「周知」で始まるページの一覧）。 代わりにウィクショナリーのページ「周知」が役に立つかもしれません。 |